# Fafen
Il Fafen è un corso d'acqua temporaneo dell'Etiopia che attraversa la regione dei Somali.

## Descrizione
Il fiume ha le sue sorgenti circa 30 km a nord-ovest di Giggiga. Scorre in modo pressoché rettilineo in direzione sud-est. Suo affluente più importante è il Jerer, che proviene da sinistra e scorre parallelo al Fafen solo per pochi chilometri. Il Fafen confluisce nell'Uebi Scebeli al confine con la Somalia.

## Idrometria
La portata del Fafen è stata misurata in m³/s nell'arco di 3 anni (1969-71) a Gabredarre, in un punto che raccoglie le acque di oltre la metà del bacino idrografico.

## Bacino idrografico
Nella maggior parte delle fonti il Fafen viene indicato come un affluente di sinistra dell'Uebi Scebeli, ma in realtà lo raggiunge solo nei periodi di piena. Altri autori lo considerano un sistema idrografico endoreico. Il bacino idrografico è pari a 44867 km².